# Кукловоды (фильм)
«Кукловоды», также «Твари-манипуляторы» — американский фантастический фильм ужасов режиссёра Стюарта Орма. Экранизация одноимённого произведения американского писателя Роберта Хайнлайна. Картина была номинирована на премию «Сатурн» в категории «Лучший научно-фантастический фильм». В России фильм выпускался на VHS изданием «Видеосервис».

## Сюжет
На территории Айовы совершает посадку «летающая тарелка». Прибывшие на место происшествия сотрудники спецслужб: Сэм, его начальник и отец, с которым Сэм часто конфликтует, а также экзобиолог Мэри обнаруживают на месте лишь наспех сделанный макет космического корабля. Однако люди в городе ведут себя подозрительно. Агенты выясняют, что к спинам жителей прикрепились странные паразитические существа, которые соединяются с нервной системой человека и таким образом берут его под полный свой контроль.
Паразиты быстро распространяются. Одной из жертв становится Сэм. Управляя им, существо почти добивается заражения президента, но спецслужбам удаётся своевременно предотвратить нападение. С помощью очень сильного электрического разряда с тела Сэма удаётся снять внедрившегося в него паразита. Далее выясняется, что все существа имеют общее сознание и воспринимают себя единым целым (Group mind).
Специалисты обнаруживают, что существа быстро размножаются делением. Под их контроль попадает не только население на большой территории, но и войска, направленные в район заражения. Затем целенаправленно похищается Мэри.
Выяснив, где расположен «улей» пришельцев, выздоровевший Сэм и ещё один сотрудник спецслужб проникают в него незамеченными (заражённые опознавали друг друга по повышенной температуре тела, но учёные разработали передатчики ложных сигналов и снабдили ими агентов) и вызволяют Мэри из плена. Вместе с Сэмом они находят людей, чьи паразиты не прижились, но которые сами остались живы. Одного мальчика Сэм и Мэри берут с собой и не без труда покидают улей.
Выясняется, что паразит потому умер и отвалился от мальчика, что мальчик болел энцефалитом. Устраивается эпидемия, и все паразиты погибают. При осмотре «улья» последняя выжившая особь попадает на тело начальника спецподразделения. В сцене борьбы на вертолёте сын чуть не убивает своего отца ради уничтожения паразита, однако всё заканчивается благополучно: отец остаётся жив и мирится с сыном, а тот обретает счастье с Мэри, в которую был давно влюблён.

## Актёры
- Дональд Сазерленд — Эндрю Нивенс
- Эрик Тал — Сэм Нивенс
- Джули Уорнер — Мэри Софтон
- Кит Дэвид — Алекс Холланд
- Уилл Пэттон — доктор Грейвс
- Ричард Белзер — Джарвис
- Том Мэйсон — президент Дуглас
- Яфет Котто — Ресслер
- Джерри Бэммен — Вискотт
- Сэм Андерсон — Калбертсон
- Эндрю Робинсон — Хоуторн
- Маршалл Белл — генерал Морган

## Приём
Газета The New York Times дала положительный обзор фильма, отметив игру Дональда Сазерленда.